# Bokura ga Ita
Bokura ga Ita (jap. 僕等がいた, dt. „Wir waren da“) war eine von 2002 bis 2012 erscheinende Manga-Serie der japanischen Zeichnerin Yūki Obata. Der ungefähr 1700 Seiten umfassende Manga, der auch als Anime-Fernsehserie umgesetzt wurde, richtet sich an jugendliche Mädchen, lässt sich also der Shōjo-Gattung zuordnen.

## Handlung
Nanami Takahashi kommt in die Oberschule. Dort lernt sie einige neue Freundinnen kennen und hört von dem geheimnisvollen Motoharu Yano, der ein Mädchenschwarm sein soll. Sie selbst denkt sich nicht viel dabei, fragt jedoch ihre Banknachbarin Yuri Yamamoto, die einst in dieselbe Klasse wie Motoharu ging, was sie von Motoharu hält. Diese erwidert, sie hasse ihn.
Nanami begegnet ihm und kann ihn zuerst ganz und gar nicht leiden, weil er sie immer wieder auf den Arm nimmt und sie lächerlich macht. Dennoch ist sie von Motoharu und seinem widersprüchlichen Verhalten fasziniert. Einerseits regt er sie auf, andererseits findet sie sein Lächeln unwiderstehlich. Sie verliebt sich in ihn, weiß jedoch nicht, ob er ihre Gefühle erwidert. Sie erfährt, dass Motoharu eine Beziehung mit Yuris Schwester hatte, die bei einem Autounfall tödlich verunglückte. Nach und nach kommen sie sich näher und Nanami erfährt, dass Motoharu Untreue mehr als alles in der Welt verabscheut.
Die beiden werden schließlich ein Paar, doch die Liebe zwischen den Oberschülern scheint komplizierter als sie auf den ersten Blick schien. Oft wird die Beziehung der beiden auf die Probe gesetzt. Zum einen wäre da die ausgeprägte Eifersucht Yanos, da seine Ex-Freundin ihn betrogen hatte. Außerdem scheint Yano seine Ex-Freundin noch nicht ganz vergessen zu haben.

## Veröffentlichungen
Bokura ga Ita erschien in Japan kapitelweise im Manga-Magazin Betsucomi von Ausgabe 5/2002 (13. April 2002) bis 3/2012 (13. Februar 2012). Der Verlag Shōgakukan brachte diese Einzelkapitel auch in insgesamt 16 Sammelbänden (Tankōbon) heraus.
Auf Deutsch verlegte Egmont Manga & Anime die Sammelbände vollständig von Dezember 2006 bis Februar 2013. Die Übersetzung stammt von Rie Kasai. Eine englische Fassung erschien bei Viz Media, eine französische bei Soleil und eine spanische bei Editorial Ivréa. Flashbook Edizioni veröffentlichte den Manga auf Italienisch und Tong Li Publishing auf Chinesisch.

## Anime
Das Animationsstudio Artland produzierte eine 26-teilige Anime-Serie auf Basis des Mangas. Regie führte Akitaro Daichi. Die Serie umfasst den Inhalt der ersten acht Bände, die Drehbücher wurden geschrieben von Mamiko Ikeda, Mizuki Ogawa und Yuka Yamada. Das Charakterdesign entwarf Nobuaki Shirai und die künstlerische Leitung lag bei Chikako Shibata. Die Tonarbeiten leitete Kazuya Tanaka und für die Kameraführung war Akio Saitō zuständig.
Die Erstausstrahlung der 26 Folgen fand vom 4. Juli bis 26. Dezember 2006 auf KBS Kyōto statt, sowie mit bis zu drei Wochen Versatz auch auf Gifu Hōsō, Tokyo MX, Chiba TV, TV Saitama, Hokkaidō Hōsō, Kids Station und TV Niigata. Hero TV zeigte die Serie auf den Philippinen, Animax Korea und Champ TV in Südkorea und Mighty Media brachte den Anime auf Taiwan heraus. Die Plattform Viewster veröffentlichte den Anime im englischen Sprachraum, Black Box mit einer französischen Synchronfassung.

### Synchronisation
| Rolle             | japanischer Sprecher (Seiyū) |
| ----------------- | ---------------------------- |
| Motoharu Yano     | Hiroshi Yazaki               |
| Nanami Takahashi  | Nozomi Sasaki                |
| Yuri Yamamoto     | Erina Nakayama               |
| Mizu-chin         | Kaori Shimizu                |
| Masafumi Takeuchi | Takuji Kawakubo              |
| Takachan          | Yuka Terasaki                |
| Nana Yamamoto     | Yurin                        |

### Musik
Die Musik der Serie wurde von Jun Abe komponiert und von Seiji Muto arrangiert. Das Vorspannlied ist Kimi dake o… (君だけを…) von Mi. Für die Abspanne wurden folgende Lieder verwendet:
- Aishiteru (アイシテル) von Mi (Folgen 1, 8, 10)
- Koko ni Ite (ここにいて) von Kaori Asou (Folgen 2, 5, 24)
- Sunset—Album Version (サンセット -album version-) von Mi (Folgen 3, 18)
- Suki da kara (好きだから) von Izumi Katō (Folgen 4, 6)
- Futari no Kisetsu ga (ふたりの季節が) von Nozomi Sasaki (Folgen 7, 9, 11, 13)
- Utsukushisugite (美しすぎて) von Izumi Katō (ep 12)
- Kimi ga Iru (キミがいる) von Izumi Katō (ep 14)
- Merry-Go-Round (メリーゴーラウンド) von Nozomi Sasaki (Folgen 15–16, 19, 22)
- Kotoba (言葉) von Izumi Katō (Folgen 17, 20–21, 23, 25–26)

Innerhalb einiger Folgen wurden folgende Lieder eingespielt:
- Aozora (青空) von Izumi Katō (Folgen 13,16–17)
- Hoshi o Kazoeru yori mo (星を数えるよりも) von Miki Ohtsu (Folgen 16,25)
- Milkey Way von Reiko Yasuhara (Folge 10)

## Realverfilmungen
Der Manga erhielt 2012 zwei Realverfilmungen, die in Japan in die Kinos kamen. Die Hauptrollen übernahmen Toma Ikuta und Yuriko Yoshitaka, Regie führte Takahiro Miki.

## Rezeption
Die Bände verkauften sich in Japan bis zum Ende der Serie 2012 über 12 Millionen Mal. So verkauften sich manche der Bände über 350.000 Mal in den ersten Wochen nach Veröffentlichung. Im Abschlussjahr war die Serie auf Platz 22 der meistverkauften Mangaserien in Japan mit 1,9 Millionen verkauften Exemplaren. 2005 erhielt der Manga den Shōgakukan-Manga-Preis in der Kategorie „Shōjo“. In einer Umfrage des Lifestyle-Magazins Oricon wurde der Manga unter die zehn besten Serien gewählt, die das Empfinden junger Mädchen wiedergeben.
Anlässlich des deutschen Manga-Starts schreibt die Zeitschrift AnimaniA über die Serie. Die Zeichnerin habe „tatsächlich ein hervorragendes Gespür für die Gefühle und Ängste von Teenagern“. „Ein zarter Zeichenstil und feine Pastellillustrationen bestimmen dabei die Atmosphäre des Mangas, der optisch eine statische Panelaufteilung und teilweise große Textmengen aufweist.“